# Regione di Mangghystau
La regione di Mangghystau (in kazako Маңғыстау облысы?, Mańǵystaý oblysy; in russo Мангистауская область?, Mangistauskaja oblast') è una regione del Kazakistan, situata nella parte occidentale del Paese ai confini con Uzbekistan (ad est) e Turkmenistan (a sud); confina inoltre con le regioni kazake di Aqtöbe e di Atyrau. Ad ovest si affaccia, con parecchie centinaia di chilometri di linea costiera, sul mar Caspio.
Il territorio si estende per circa 400 km sia in latitudine che in longitudine.  Essendo occupato per una buona fetta dalla depressione caspica, vede le quote scendere fino a 70 metri sotto il livello medio dei mari. Il resto della regione si trova sui bassi altopiani di Mangghystau, ricompreso interamente nei confini regionali e culminante a 556 metri di quota, e sul più grande altopiano Ustjurt, condiviso con l'Uzbekistan.
A causa del clima arido ed estremamente continentale, il paesaggio è dominato dappertutto dal deserto o dalla steppa povera.
La regione è ancora più spopolata del già vuoto Kazakistan: la densità media è di appena 2 abitanti/km². Il capoluogo Aqtau (ex Ševčenko dei tempi sovietici) ha poco meno di 150 000 abitanti, quasi la metà del totale; altre cittadine di qualche rilievo sono Jañaözen e Fort Ševčenko.

## Distretti
La regione è suddivisa in 4 distretti (audan) e 2 città autonome (qalasy): Aqtau e Žańaözen.
I distretti sono:
- Bejneu
- Mangghystau
- Qaraqiâ
- Tupqaraǧan